# Iain Banks

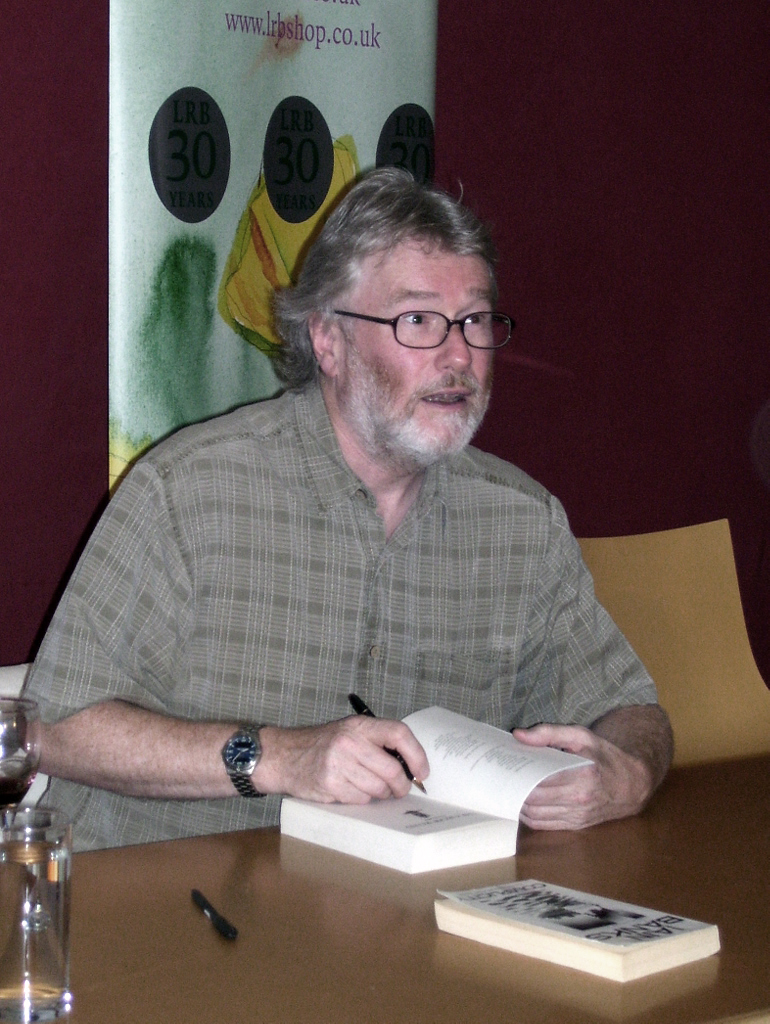
Iain Banks, 2009.

Iain Menzies Banks (Dunfermline, Schotland, 16 februari 1954 – 9 juni 2013) was een Schotse schrijver. Onder de naam Iain Banks schreef hij literaire romans, als Iain M. Banks schreef hij sciencefiction. 

## Carrière
Al op 14-jarige leeftijd besloot Banks schrijver te worden en twee jaar later schreef hij zijn eerste novelle. Banks studeerde Engels en filosofie aan de Universiteit van Stirling.  Na zijn studie werkte hij als portier in een ziekenhuis en als tuinman en technicus bij British Steel. Deze beroepen verschaften hem de tijd om zijn schrijversambities te verwezenlijken. In 1984 schreef hij in Londen zijn eerste roman, The Wasp Factory, waarmee hij in één klap wereldberoemd werd. Hij woonde in North Queensferry, een gemeente ten noorden van de Firth of Forth. Op 9 juni 2013 is Iain Banks overleden.

## Politiek
Zoals bij zijn vriend Ken MacLeod (ook een Schotse schrijver van technische en sociale sciencefiction) blijkt in zijn werken een politiek linkse geëngageerdheid.
In 2004 was Banks een prominent lid van een groep links-georiënteerde Britse politici en mediapersoonlijkheden die campagne voerde om premier Tony Blair af te zetten na de invasie van Irak in 2003.

## Overig
Banks schreef een roman meestal in drie maanden en nam dan negen maanden rust. Hij heeft die tijd onder meer besteed aan vlieglessen en nam zijn eigen rockmuziek op.
Tijdens zijn universitaire studie trad Banks als figurant op in de film Monty Python and the Holy Grail, die opgenomen werd in het nabijgelegen Doune Castle. Hij was lid van de National Secular Society.

### Romans
- The Wasp Factory (1984) - De wespenfabriek ISBN 90-325-0233-6 / ISBN 90-245-2122-X
- Walking on Glass (1985)
- The Bridge (1986) - De brug ISBN 90-245-4281-2
- Espedair Street (1987)
- Canal Dreams (1989)
- The Crow Road (1992) - Het kraaienpad ISBN 90-245-2129-7
- Complicity (1993) - Medeplichtig ISBN 90-245-3519-0 (in 2000 verfilmd door regisseur Gavin Millar)
- Whit (1995)
- A Song of Stone (1997)
- The Business (1999) - In zaken ISBN 90-245-3716-9
- Dead Air (2002)
- The Steep Approach to Garbadale  (2007)
- Transition (2009)
- Stonemouth (2012)
- The Quarry (2013)

### Sciencefictionromans
Een groot gedeelte van zijn sciencefiction behandelt een grote, pan-galactische beschaving, the Culture, die hij tot in detail beschreef:
- Consider Phlebas (1987)
- The Player of Games (1988)
- Use of Weapons (1990)
- Excession (1996)
- Inversions (1998)
- Look to Windward (2000)
- Matter (2008)
- Surface Detail (2010)
- The Hydrogen Sonata (2012)

Zijn andere sciencefictionromans, die niet over the Culture gaan:
- Against a Dark Background (1993)
- Feersum Endjinn (1994)
- The Algebraist (2004)

### Korte verhalen
Banks heeft maar één verzameling korte verhalen gepubliceerd, met zowel literaire verhalen als sciencefictionverhalen:
- The State of the Art (1989)

Het titelverhaal en twee andere gaan over the Culture.

### Non-fictie
- Raw Spirit (2003) (een reisverhaal over Schotland en zijn whiskystokerijen)